# Sticklinge udde
Sticklinge udde – miejscowość (tätort) w Szwecji, w regionie administracyjnym (län) Sztokholm, w gminie Lidingö.
Według danych Szwedzkiego Urzędu Statystycznego liczba ludności wyniosła: 3037 (31 grudnia 2015), 3080 (31 grudnia 2018) i 3073 (31 grudnia 2019).